# Piter Jelles Troelstra

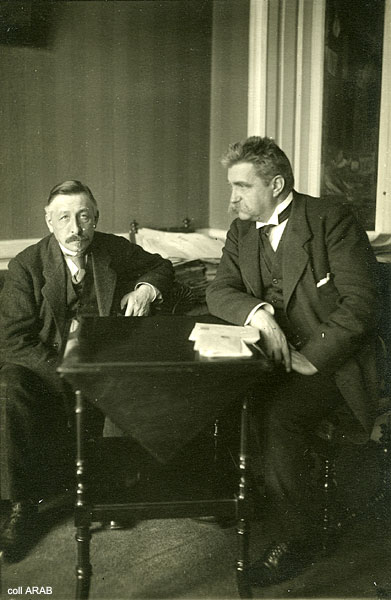
Hjalmar Branting i Piter Jelles Troelstra l'any 1917.

Piter Jelles Troelstra (Ljouwert, 1860- La Haia, 1930) fou un poeta i polític frisó.
Es va interessar de ben jove per la política i milità en el Friese Volkspartij (Partit Popular Frisó), però adoptaria el socialisme com a ideologia. Més tard fundaria la Sosiael Demokratysk Frysk Forbân (Unió Socialdemòcrata Frisona), unida a la Sociaal-Democratische Bond o SDB, però el 1893 el deixaria per fundar el Sociaal Democratische Arbeiders Partij a la 
 amb el qual obtindria l'acta de diputat per Frísia durant el període 1918-1930 i des del qual defensaria les reivindicacions culturals frisones i el sufragi universal. El 1918, inspirat en la Revolució russa i aprofitant la derrota alemanya en la Primera Guerra Mundial, va incitar un aixecament socialista que va fracassar i va malmetre el seu prestigi.
També va fundar el 1881 el diari It jone Fryslân, des d'on es van fer popular els Fryske winterj ûnenocht (Celebracions frisones d'hivern), teatre i cabaret en frisó a les tavernes, molt criticat pels predicadors cristians Wunkes i Huisman.